# 易卜拉欣·巴雷·迈纳萨拉
易卜拉欣·巴雷·迈纳萨拉（法語：Ibrahim Baré Maïnassara，1949年5月9日—1999年4月9日），尼日尔领导人，1996年1月发动军事政变，并统治国家，1999年4月在另一场军事政变被暗杀。

## 生平
迈纳萨拉为豪萨族，1949年出生在多貢杜奇。他长期在军队中服役，1991年尼日尔结束军事统治，恢复民选政府。迈纳萨拉于1995年3月被任命为陆军参谋长。
1995年1月议会选举以后，总统马哈曼·奥斯曼和议会支持的总理哈马·阿马杜发生争执，导致政府无法有效运作。迈纳萨拉1996年1月27日发动军事政变推翻民选总统，解散议会。
在他主持下，1996年5月公民投票批准了新宪法，在7月7号至7月8号举行的总统选举中，他获得了52％的选票，但是选举的公正性受到广泛质疑。
1999年2月，尼日尔举行了地方选举，4月初公布的结果显示，反对党获胜，但是最高法院又取消了部分选举结果，并下令重选。反对派在4月8日抗议取消选举结果。4月9日，迈纳萨拉在首都尼亚美机场准备登上直升机的时候，被士兵枪杀。关于他的被杀，有多种说法，有的说他企图逃离该国，有的说这是一场“不幸的意外”。 总统卫队长达乌达·马拉姆·旺凯接掌了国家权力，并发起了政治过渡，在当年11月将权力交给了民选总统坦贾·马马杜。
1999年7月公民投票通过的宪法，赦免了1996年和1999年政变的参加者。调查迈纳萨拉的死亡原因开始于1999年6月，这年9月的大赦结束了有关他被杀的调查。
| 前任： 马哈曼·奥斯曼 | 尼日尔总统 1996年1月27日-1999年4月9日 | 繼任： 达乌达·马拉姆·旺凯 |